# Kassina mertensi
Espèce
Statut de conservation UICN

 LC  : Préoccupation mineure
Kassina mertensi est une espèce d'amphibiens de la famille des Hyperoliidae.

## Répartition
Cette espèce est endémique de République démocratique du Congo. Elle se rencontre dans les provinces du Sud-Kivu, du Nord-Kivu, du Maniema et du Tshopo,.

## Publication originale
- Laurent, 1952 : Reptiles et batraciens nouveaux de la région des Grands Lacs africains. Revue de Zoologie et de Botanique Africaines, Tervuren, vol. 46, p. 269-279.